# She’s So Unusual
She’s So Unusual ist das Debütalbum der US-amerikanischen Sängerin Cyndi Lauper. Vier der Singleauskopplungen wurden zu Top-10-Hits in den Billboard Hot 100 und das Album, produziert von Rick Chertoff sowie William Wittman als Associate Producer und Toningenieur, verkaufte sich allein in den USA bislang neun Millionen Mal.

## Hintergrund
Bis Anfang 1982 war Cyndi Lauper Sängerin der Rockabilly-Band Blue Angel. Nach deren Auflösung musste Lauper eine Bankrotterklärung abgeben und begann wieder, als Barsängerin zu arbeiten. Sie begegnete dem Musikmanager David Wolff, der den Kontakt zu Lenny Petze von Epic Records/CBS herstellte. Cyndi Lauper hatte es damit Wolff zu verdanken, dass Portrait Records (ein Sublabel von Epic Records) sie unter Vertrag nahm. Lenny Petze organisierte ein Treffen mit dem Musikproduzenten Rick Chertoff, der Laupers Album produzieren sollte. Die Künstlerin hatte ihre eigenen Vorstellungen von dem, was sie singen wollte, und es kam zu Differenzen mit Chertoff. Dieser stellte ihr eine Reihe von fertigen Liedern vor, die der Künstlerin überwiegend zu sehr nach Popmusik klangen. Insbesondere Girls Just Want to Have Fun lehnte sie ab, da der Text ihren feministischen Ansichten widersprach. Chertoff und Lauper einigten sich darauf, dass die Sängerin ihre Fähigkeiten als Songwriterin unter Beweis stellt, indem sie die Lieder so überarbeitet, dass sie ihren Vorstellungen entsprechen. Wegen dieser Überarbeitungen erhielt Cyndi Lauper Urheberrechte an einigen Liedern, was später mit Robert Hazard zu Streit um die Tantiemen für Girls Just Want to Have Fun führte.
Die Aufnahmen fanden in den Record Plant Studios in New York City statt, begleitet wurde Cyndi Lauper u. a. von Rob Hyman und Eric Bazilian von der Band The Hooters sowie von dem Studio-Schlagzeuger Anton Fig. Bei dem Stück When You Were Mine handelt es sich um eine Coverversion von Prince, Money Changes Everything ist in seiner ursprünglichen Version von „The Brains“ laut Rolling Stone eine der verlorenen Hymnen der 1970er Jahre. Die Ballade Time After Time entstand während einer Jam-Session im Studio. Lauper hatte in Zeitschriften geblättert, dabei fiel ihr der Titel eines alten Filmes ins Auge, der Time After Time lautete. Rick Chertoff begann, auf dem Keyboard einige von Rob Hyman komponierte Akkorde zu spielen, zu der Lauper improvisierte Textzeilen sang. An der Stelle des Refrains erinnerte sie sich an den Filmtitel und die Idee zu dem Lied war geboren.

## Titelliste
1. Money Changes Everything (Tom Gray) – 5:06
2. Girls Just Want to Have Fun (Robert Hazard) – 3:58
3. When You Were Mine (Prince) – 5:06
4. Time After Time (Rob Hyman, Lauper) – 4:03
5. She Bop (Rick Chertoff, Gary Corbett, Lauper, Stephen Broughton Lunt) – 3:51
6. All Through the Night (Jules Shear) – 4:33
7. Witness (Lauper, John Turi) – 3:40
8. I’ll Kiss You (Lauper, Shear) – 4:12
9. He’s so Unusual (Al Sherman, Al Lewis, Abner Silver) – 0:45
10. Yeah Yeah (Hasse Huss, Mikael Rickfors) – 3:18

## Rezeption

### Preise
Bei den Grammy Awards 1985 wurde Cyndi Lauper zum besten Newcomer gewählt, das Album erhielt für die künstlerische Gestaltung eine Auszeichnung als Bestes Album-Paket.

### Rezensionen
Im Rough Guide to Rock werden das Album als „verrückter Mix aus energiegeladenem Pop und nachdenklichen Balladen“ und die Hitsingle Girls Just Want to Have Fun als „Hymne für gelangweilte Teenager und junge Feministinnen“ bezeichnet.
Kurt Loder von der Musikzeitschrift Rolling Stone hielt Cyndi Lauper in einem zeitgenössischen Review für eine der besten „Junk-Rock“-Sängerinnen seit Maureen Gray und vergleicht ihre Stimme mit dem Mädchen-Pop der Ära vor den Beatles. Er bemängelt in seiner Kritik, dass sich mit Witness und He’s so Unusual Lieder auf dem Album befänden, die dort nicht hingehörten. Das Musikmagazin führt es auf Platz 487 seiner Liste der 500 besten Alben aller Zeiten.
Stephen Thomas Erlewine von Allmusic bezeichnete das Album als „aberwitzige Mischung aus Selbstbewusstsein, überschäumender Popmusik, ungenierter Sentimentalität, Subversivität und intelligentem Humor“. Das Slant Magazine stellte fest, dass es die Balance zwischen Kitsch und Aufrichtigkeit sei, die dieses Album zu einem Klassiker macht und wählte es 2003 unter die „50 wichtigsten Pop-Alben“.

## Kommerzieller Erfolg

### Chartplatzierungen
| ChartsChartplatzierungen       | Höchstplatzierung | Wochen |
| ------------------------------ | ----------------- | ------ |
| Deutschland (GfK)              | 23 (36 Wo.)       | 36     |
| Österreich (Ö3)                | 5 (16 Wo.)        | 16     |
| Schweiz (IFPI)                 | 8 (29 Wo.)        | 29     |
| Vereinigte Staaten (Billboard) | 4 (96 Wo.)        | 96     |
| Vereinigtes Königreich (OCC)   | 16 (32 Wo.)       | 32     |

| ChartsJahrescharts (1984) | Platzierung |
| ------------------------- | ----------- |
| Deutschland (GfK)         | 75          |
| Schweiz (IFPI)            | 16          |

### Auszeichnungen für Musikverkäufe
| Land/Region                  | Auszeichnungen für Musikverkäufe (Land/Region, Auszeichnung, Verkäufe) | Verkäufe   |
| ---------------------------- | ---------------------------------------------------------------------- | ---------- |
| Brasilien (PMB)              | 2× Platin                                                              | 500.000    |
| Deutschland (BVMI)           | Gold                                                                   | 250.000    |
| Frankreich (SNEP)            | Gold                                                                   | 100.000    |
| Hongkong (IFPI/HKRIA)        | Gold                                                                   | 10.000     |
| Japan (RIAJ)                 | Gold                                                                   | 100.000    |
| Kanada (MC)                  | 8× Platin                                                              | 800.000    |
| Neuseeland (RMNZ)            | 5× Platin                                                              | 100.000    |
| Schweiz (IFPI)               | Platin                                                                 | 50.000     |
| Vereinigte Staaten (RIAA)    | 7× Platin                                                              | 9.000.000  |
| Vereinigtes Königreich (BPI) | Gold                                                                   | 100.000    |
| Insgesamt                    | 5× Gold · 23× Platin ·                                                 | 11.010.000 |